# Cantó de Remiremont
El cantó de Remiremont és un cantó francès del departament dels Vosges, situat al districte d'Épinal. Té 16 municipis i el cap és Remiremont.

## Municipis
- Cleurie
- Dommartin-lès-Remiremont
- Éloyes
- Faucompierre
- La Forge
- Jarménil
- Pouxeux
- Raon-aux-Bois
- Remiremont
- Saint-Amé
- Saint-Étienne-lès-Remiremont
- Saint-Nabord
- Le Syndicat
- Tendon
- Le Tholy
- Vecoux

## Història
| Data d'elecció                           | Identitat          | Partit               | Qualitat |
| ---------------------------------------- | ------------------ | -------------------- | -------- |
| 1945-1958                                | Maurice Poirot     | SFIO, després PSA    |          |
| 1958-1963                                | Jean-Marie Grenier | RS                   |          |
| 1963-                                    | Christian Poncelet | UDR RPR, després UMP |          |
| les dades anteriors no són pas conegudes |                    |                      |          |
|                                          |                    |                      |          |

## Demografia
| A partir de 1990: Població sense dobles comptes |